# Andreas von Mirbach
Andreas Ernst Baron von Mirbach, més conegut com a Andreas von Mirbach, (Riga, 9 d'abril de 1931-Estocolm, 24 d'abril de 1975) va ser un militar alemany, coronel del Bundeswehr i agregat de defensa a l'ambaixada de l'Alemanya Occidental a Estocolm. Allà hi va ser assassinat per militants de la Fracció de l'Exèrcit Roig que la van assaltar en la presa d'ostatges del 24 d'abril de 1975.

## Trajectòria
Andreas von Mirbach va ser el segon dels tres fills del matrimoni de germanobàltics de Erica von Gernet (1899-1992) i el baron Ernst von Mirbach (1888-1968).
Entre 1946 i 1952 Mirbach va estudia a l'Internat Carl-Hunnius de Wyk auf Föhr. Després de graduar-se a l'escola, va començar a treballar com a granger d'aus a Niça i Ludwigsburg i, més tard, a l'Institut Estatal Agrari de Wiad (prop d'Estocolm) durant el 1955. Va ser en aquell període que va aprendre suec.
El 1955 es va enllistat a l'exèrcit alemany, la novament fundada Bundeswehr, com a candidat d'oficial i un dels primers soldats. El 1959 va esdevenir comandant d'una companyia militar dels Granaders Panzer. Des de 1963 fins a 1965 va treballar com a oficial al Servei de Personal General a l'Acadèmia de Comandaments de la Bundeswehr a Hamburg. Després va ser assignat com a personal de l'OTAN i en una brigada blindada fins a 1969, després de la qual va treballar com a oficial docent de personal a l'Acadèmia de Comandaments. El gener de 1973 va començar la feina d'agregat militar i a l'estiu de 1973 va ser transferit a l'ambaixada de la República Federal d'Alemanya a Estocolm com a agregat de defensa.
El juliol de 1958 es va casar amb Christa von Roth (nascuda el 1933) i van tenir dos fills bessons: Clais Oluv i Inga Verena (nascuts el 1963).
El 24 d'abril de 1975 va morir assassinat com a agregat militar per militants de la Fracció de l'Exèrcit Roig (RAF) durant la presa d'ostatges de l'ambaixada de l'Alemanya Occidental a Estocolm. Després que la policia sueca ocupés la planta baixa de l'ambaixada, els segrestadors van escollir Mirbach amb l'encàrrec de negociar. Les converses entre les parts van durar sobre una hora. Una de les demandes dels segrestadors va ser que Mirbach havia de convèncer els agents de policia que abandonessin el primer pis de l'edifici que havien ocupat o seria disparat. Quan la policia no va acceptar la demanda de retirada després que l'ultimàtum s'hagués ampliat diverses vegades, un segrestador va disparar Mirbach a boca de canó des de darrera amb cinc trets al cap, esquena, pelvis i cames i llençat de cap per l'escala. No va ser fins a una hora més tard que dos agents de policia suecs, despullats amb roba interior, se'ls va permetre rescatar el cos, que va morir dues hores més tard després d'una operació a l'Hospital Universitari d'Estocolm. Després dels trets contra Mirbach, la policia va retrocedir fins als afores de l'edifici. No va quedar clar qui va ser el militant de la RAF que va disparar els trets, ja que no hi va haver testimonis neutrals i els segrestadors que segueixen en vida mantenen el seu silenci.
El nom d'Andreas von Mirbach es pot trobar en el mur memorial de l'oficina de Berlín de l'Oficina Federal d'Estrangeria.